# غابات الليل (رواية)
رواية غابات الليل (بالإنجليزية: Forests of the Night)‏ هي رواية للكاتب الأسترالي جون كليري. نشرت عام 1963.
تدور الأحداث حول جراح تجميل بريطاني يزور والده في بورما، ويتورط مع أحد المبشرين وقاتل نمور وزعيم متمرد محلي.